# Società Ginnastica Gallaratese 1946-1947
Questa voce raccoglie le informazioni riguardanti la Società Ginnastica Gallaratese nelle competizioni ufficiali della stagione 1946-1947.

## Rosa
| N. |                   | Ruolo | Calciatore         |
| -- | ----------------- | ----- | ------------------ |
|    | Italia (bandiera) | A     | Bruno Anastasi     |
|    | Italia (bandiera) | C     | Marco Barbot       |
|    | Italia (bandiera) | A     | Italo Bardelli     |
|    | Italia (bandiera) | A     | Beretta            |
|    | Italia (bandiera) | C     | Umberto Boniardi   |
|    | Italia (bandiera) | C     | Vittorio Casaretti |
|    | Italia (bandiera) | P     | Fernando Casirago  |
|    | Italia (bandiera) | A     | T.L. Colombo       |
|    | Italia (bandiera) | A     | P. Cometti         |
|    | Italia (bandiera) | A     | P. Conti           |
|    | Italia (bandiera) | C     | Gino Cortellezzi   |
|    | Italia (bandiera) | A     | E. Gasparetti      |
|    | Italia (bandiera) | C     | Rubens Fadini      |

| N. |                   | Ruolo | Calciatore             |
| -- | ----------------- | ----- | ---------------------- |
|    | Italia (bandiera) | C     | Renato Miglioli        |
|    | Italia (bandiera) | C     | Guido Morelli          |
|    | Italia (bandiera) | D     | Franco Pedroni         |
|    | Italia (bandiera) | A     | L. Palladini           |
|    | Italia (bandiera) | D     | Gian Emilio Piazza     |
|    | Italia (bandiera) | D     | Angelo Simontacchi (I) |
|    | Italia (bandiera) | D     | Mario Simontacchi (II) |
|    | Italia (bandiera) | A     | Sodini                 |
|    | Italia (bandiera) | C     | Ivo Tesi               |
|    | Italia (bandiera) | C     | Luigi Tornaghi         |
|    | Italia (bandiera) | C     | Danilo Venturi         |
|    | Italia (bandiera) | P     | Giulio Zaro            |